# Ishikawa (Fukushima)
Ishikawa (石川町, Ishikawa-machi) est un bourg du district d'Ishikawa, situé dans la préfecture de Fukushima au Japon.
Sa population est estimée à 17 137 habitants au 1er juin 2013.

## Transports
Le bourg est desservi par la ligne Suigun de la JR East.